# 陈子江 (生殖医学专家)
陈子江（1959年10月—），女，中国生殖医学专家，山东大学讲席教授、原副校长，齐鲁医学院前任院长，中国农工民主党中央委员会常务委员。2019年当选为中国科学院院士。